# اکسیکانت
اکسیکانت (exsec, EXS) و اکسیکسکانت (excosec, excsc,exc) توابع مثلثاتی تعریف‌شده در جمله‌هایی از توابع سکانت و کسکانت هستند. آنها قبلاً در زمینه‌هایی مانند نقشه‌برداری، مهندسی راه‌آهن، مهندسی عمران، اخترشناسی و مثلثات کروی دارای اهمیت بودند و می‌توانند به بهبود دقت کمک کنند، اما امروزه به ندرت استفاده می‌شود، مگر برای ساده‌سازی برخی محاسبات.

یک دایره واحد با توابع مثلثاتی.

## اکسیکانت

توابع مثلثاتی، از جمله اکسیکانت را می‌توان از لحاظ هندسی بر اساس دایره واحدی با مرکز O ساخت. اکسیکانت بخشی DE از خط قاطع بیرونی با دایره است.

اکسیکانت، (لاتین: secans exterior) همچنین به عنوان بیرونی، خارجی، برونگرا، تقاطع بیرونی یا خارجی و به اختصار exsec ، یا exs، شناخته می‌شود یک تابع مثلثاتی است که از نظر تابع سکانت (θ)sec تعریف می‌شود:
{\displaystyle \operatorname {exsec} (\theta )=\sec(\theta )-1={\frac {1}{\cos(\theta )}}-1.}